# Крестовый поход на Гродно
Крестовый поход на Гродно (лето 1284) — поход на Гродно (Гарту, Городенъ) и осада Гродненского замка войском Тевтонского ордена под командованием ландмейстера Конрада фон Тирберга. Поход был возмездием немецких рыцарей литовской стороне за поддержку пруссов в ходе только что подавленного восстания в Пруссии. В составе войск крестоносцев находился и прусский отряд под командованием новокрещёного ятвяжского князя Скуманда.
Несмотря на упорную оборону, в решающем штурме крестоносцы быстро одержали верх, благодаря советам Скуманда, хорошо знавшего местность. После чего они разрушили и сожгли укрепления и город
Этот поход был первым из многочисленных военных ударов ордена на этом стратегическом направлении, и второй (после осады и разрушения литовского замка Бисену в 1283 г.), значительной военной операцией в ходе Тевтонско-литовских войн.
Сжёгши замок и город, фон Тирберг послал Скуманда  и с ним 1800 человек «воевать окрестности», где с недавних пор жили беженцы из Пруссии — барты; дома их были также разрушены и сожжены, а жители возвращены пленниками в Пруссию.
Ещё до осады Гродно из его окрестностей вышел в набег на Польшу сильный отряд литовцев и местных пруссов. При возвращении между литовцами и пруссами отряда возник спор из-за раздела добычи. Пруссов возмутила несправедливость в дележе. Узнав о разорении крестоносцами их поселений, пруссы «направили послами бартов Нумо и Дерско» к ландмейстеру с просьбой взять их с собой. Получив согласие, пруссы ночью напали на своих литовских товарищей, многих из них убили, и, забрав лучшую долю добычи, вернулись в Пруссию с крестоносцами.
Вероятно, в то время Тевтонский орден был не готов к полномасштабной войне с Литовским княжеством. После похода на Гродно в 1284 г. активные военные действия не возобновлялись вплоть до 1295 г.
Однако обе стороны вполне осознали важность Гродно как ключа к русско-литовским областям. Великий князь литовский Ви́тень отстроил заново и взял под свою опеку замки Бисену и Гродно, и ввёл в них постоянную гарнизонную службу, что было новостью для княжества. Со своей стороны Тевтонский орден не оставлял попыток закрепить замок за собой, — в 1296, 1306, 1311, 1312, 1328, 1361, 1363, 1373, 1375, 1377, 1390, 1393, 1402 и в другие годы замок и город неоднократно разрушались и вновь отстраивались